# 현경병
현경병(玄鏡柄, 1962년 11월 5일~)은 대한민국의 정치인이다. 서울특별시청 오세훈 서울특별시장 비서실장 및 제18대 국회의원을 역임했다.
서울시립대학교와 성균관대학교에서도 각각 초빙교수로 재임했다. 본관은 연주이고 경북 영천 생이다.

## 생애
1962년 11월 5일 경상북도 영천군 영천읍에서 아버지 현위근(玄渭斤)과 어머니 청주 이씨 이순연(李順延)[9] 사이에서 1남 3녀 중 외아들로 태어났다. 영천초등학교, 영천중학교, 대구 계성고등학교, 성균관대학교 행정학과(81학번)를 졸업하고 1987년 서울대학교 행정대학원에서 경제행정 전공으로 행정학 석사 학위를 취득하였다. 이후 파리 정치대학원에서 고위정치전문학위(DDP)를 취득했다.
제29회 행정고시에 합격하여 해양수산부 공무원으로 근무하였으며, 이후 해군정훈장교로 복무하다 사무관으로 복귀하였다. 그러다 약 7년 후에 공직을 떠났다. 계성고등학교 재학 시절부터 정치인을 지망했고, 행정고시 또한 이를 위한 단계로 생각해왔다고. 공직은퇴 이후 <현경병의 전략칼럼-국면돌파>나 <현경병의 비전 21-신부국강병> 등 미래 국가전략을 다루는 책을 이 시기에 작성한 것으로 알려져 있다. 대한민국 발전전략을 수립하는 것이 공무원 재직 당시부터 계획된 일이라고 밝혔다. 
2000년 제16대 국회의원 선거에서 무소속으로 경기도 과천시·의왕시 선거구에 출마하였으나 현역 지역구 국회의원인 한나라당 안상수 후보에 밀려 낙선하였다. 2004년 제17대 국회의원 선거에서 한나라당 후보로 서울특별시 노원구 갑 선거구에 출마하였으나 상대인 열린우리당 정봉주 후보가 당선되었다.
이후 2007년 당시 한나라당 대통령 후보였던 이명박 캠프의 서울시 선거대책본부장을 맡고, 이후 취임준비위원회 자문위원을 맡았다. 후술하겠으나, 오세훈 서울시장 선대위 대책실장 및 윤석열 대통령후보 선거대책본보 상임고문을 역임하는 등, 주로 선거 관련 업무에 투입되는 것을 보아 선거전략 등에 정통한 것으로 보인다.
2008년 제18대 국회의원 선거에서 한나라당 후보로 서울특별시 노원구 갑 선거구에 출마하여 통합민주당 정봉주 후보를 누르고 당선되었다. 이후 한나라당에서 제1정책조정위원회 부위원장, 정보위원장 등을 지냈다. 이후 정치자금법 위반으로 2011년 6월 10일자로 국회의원직을 상실하였으나, 이명박 전 대통령에 의해 2013년 1월 29일 사면복권 피선거권이 회복되었다.
이후에는 정치활동을 접고, 주로 저술과 교육에 초점을 맞춰 활동한 것으로 보인다. 이 시기에 성균관대학교 행정학과 초빙교수로 2020년까지 활동하였으며, 행정사로도 활동하였다. 이 시기 출판한 <중국을 만든 사람들>이나 <유럽을 만든 사람들> 등을 보면, 주로 역사분야에 주안점을 두고 저술활동을 하는 것으로 보인다. 또한 뉴스채널 등에서 패널로 출연하여  채널A, TV조선, 연합뉴스TV, MBN, JTBC 등에서 방송 활동 정치평론을 하기도 하였다.
주로 영토분쟁과 관련된 현안에 관심이 많은 것으로 보인다. 남중국해 문제나 센카쿠 열도 문제 등으로 인해 관심을 가지게 된 것으로 추정되는데, 일본의 오키노토리시마 사례를 예로 들면서, 이어도에서 한국의 국제법적 권리를 확보하여야 한다고 주장하고 있다.  이어도 포럼이라는 관련 단체를 설립하고, 독도 관련 도서를 출판하는 것을 보면 특히 해양영토에 관심을 가진 것으로 보인다.
2016년 12월에 새누리당을 탈당하였다. 이유는 불명. 그러나 2019년에 자유한국당으로 복당하였으며, 자유한국당 전당대회 당대표 선거에 출마한 오세훈을 뒤에서 돕기도 하였다. 이 시기 이후로 오세훈 시장과 활동하는 모습이 자주 관찰되어, 현재는 친오세훈계로 분류된다. 제21대 국회의원 선거때는 자유한국당 예비후보로 등록하였으나 경선으로 이노근 전 의원이 출마하게 되었다. 이후 21대 총선에서 패한 이노근 의원을 이어 다시 노원구 갑의 당협위원장으로 복귀하여 서울시 비서실장으로 재직하기 전까지 계속해서 당협위원장으로 재직하였다.
2021년 3월부터는 오세훈 서울시장 재보궐선거 선대위에서 종합상황실장을 맡았다. 그리고 오 전 시장이 재보선에서 승리함에 따라 서울시장에 복귀하면서 측근으로 활동하였던 현 전 의원은 1년 뒤에 있을 차기 지방선거에서 노원구청장에 출마할 수도 있었으나, 출마하지 않았다. 대신, 이번에도 오세훈 서울시장 캠프에 합류해 비서실장 직을 맡았다. 일각에서는 총선 출마 의지가 강한 현 전 의원이 지역주민들에게 어필할 수 있는 '스펙'이 필요했기에 직을 수락한 것으로 추정하기도 하였다. 이러한 인사에 관해 서울시 내부에서는 오 시장이 비서실의 정무적 기능을 강화하기 위해서 오 시장이 자신이 신뢰하고 여의도 경험이 있는 현 전 의원을 부른 것이라고 해석하기도 하였다.  이후 제22대 국회의원 선거 에 출마할 것으로 밝혔다. 
과거 이명박 전 대통령이 제 32대 서울시장선거에 출마할 당시 원외 당협위원장 가운데 가장 먼저 지지를 선언한 친이계 정치인답게[현재는], 2022년 1월 24일에는 이명박 전 대통령 석방을 촉구하기 위한 전직 국회의원들의 성명서에 이름을 올렸다. 
2024년 현재 국회의원으로 재직하던 시절 사무소로 사용했던 광운대역 인근에 사무실을 차리고 활동하고 있다.
2023년 6월, 오세훈 시장의 비서실장으로 내정되었고 7월 정식임명되었다. 이로 인해 제22대 국회의원 선거 출마 여부는 불분명한 상태였으나 공직자 사퇴시한 전 비서실장직을 내려놓고 원 지역구인 노원구 갑 출마를 선언하였고, 경선을 거친 끝에 공천장을 받는 데 성공하였다.

## 집필활동
그동안 지속적인 집필 활동을 이어가며 1992년에 <한국인은 위대한 한국을 원한다>, 1997년에 <국면돌파>, 1998에 <신부국강병>, 1999년 <밀레니엄 한국 경영전략>, 2003년에 <브래드코리아.COM>, 2010년에 <대한민국 최남단 이어도>를 출간한 이후 2014년에 <중국을 만든 사람들(약칭 중국만사)>이, 2015년에 <유럽을 만든 사람들(약칭 유럽만사)>이 출간되었다.
또한 독도에 대한 국민적 관심과 자료가 모자라던 시절에 <푸른 독도>란 최초의 종합 자료집을 소책자 형식으로 펴냈고, <대한민국 최남단 이어도>는 문화체육관광부 간행물윤리위원회 청소년 권장도서이자 제주 서귀포시 권장도서로 선정되었다.

## 학력
- 1975년 영천국민학교 졸업
- 1978년 영천중학교 졸업
- 1981년 계성고등학교 졸업
- 1987년 성균관대학교 행정학 학사
- 1990년 서울대학교 행정대학원 행정학 석사

## 경력
- 제29회 행정고시 합격
- 전) 해군장교 (OCS 80기 정훈) 임관, 해군본부 근무
- 전) 서울아시안게임조직위원회(SAGOC) 총무
- 전) 유엔 UNCTAD 교관(Instructor)
- 전)  벤처기업(주) 도움과 나눔 설립 (초대CEO)
- 전) 환경일보·월간환영·환경방송 전문위원
- 재단법인 한국지식문화재단창립 이사장
- 이명박 후보 서울선거대책본부장(경선)
- 이명박 후보 서울전략기획본부장(본선)
- 이명박 당선자 취임준비위원회 자문위원
- 현) 행정사
- 전) 정치·시사 평론가
- 전) 방송인(KBS ,TV조선, 채널A, 연합뉴스TV 등 출연)
- 전) 박정희대통령기념재단 후원회 고문
- 전) 대한행정사협회 고문
- 전) 미래시민포럼 공동대표
- 전) 성균관대학교 국정전문대학원 초빙교수
- 전) 서울시립대학교 초빙교수
- 전) 국민의힘 서울시당 노원구 갑 당협위원장
- 전) 국민의힘 서울시당 수석부위원장
- 20대 대선 국민의힘 윤석열 후보 노원갑 선거대책위원장
- 20대 대선 국민의힘 윤석열 후보 중앙선거대책본부 국민동행본부 상임고문
- 2021.03 ~ 2021.04: 국민의힘 4·7재보궐선거 서울시장 보궐선거 선거대책위원회 종합상황실장
- 2022.04 ~ 2022.06: 국민의힘 6·1 지방선거 오세훈 서울시장 후보 비서실장
- 전) 서울특별시 서울비전2030시민위원회 위원(스마트도시 분과 좌장)
- 전) 서울디지털재단 인사추천위원회 위원장
- 전) 서울특별시청 오세훈 서울특별시장 비서실장

## 의정활동
- 제18대 국회의원(서울 노원구갑)
- 국회 정무위원회 위원
- 국회 독도영토수호대책특별위원회 위원
- 한나라당 제1정책조정위원회 부위원장
- 한나라당 서울 노원갑 당협위원장
- 국회 미래대응특위 부위원장 겸 운영위원
- 한나라당 정보위원장
- 국민의힘 노원구 갑 당협위원장

## 역대 선거 결과
|  | 7.96% |

|  | 30.58% |

|  | 41.58% |

|  | 41.00% |